# Радульська селищна рада
Радульська се́лищна ра́да — адміністративно-територіальна одиниця та орган місцевого самоврядування в Ріпкинському районі Чернігівської області. Адміністративний центр — селище міського типу Радуль.

## Загальні відомості
Радульська селищна рада утворена у 1923 році.
- Територія ради: 92,24 км²
- Населення ради: 1 269 осіб (станом на 2001 рік)

## Населені пункти
Селищній раді підпорядковані населені пункти:
- смт Радуль
- с. Корчев'я
- с. Лопатні
- с. Новосілки
- с. Переділ

## Склад ради
Рада складається з 16 депутатів та голови.
- Голова ради: Сухоруков Олег Миколайович
- Секретар ради: Греченок Тетяна Григорівна

### Керівний склад попередніх скликань
| Прізвище, ім'я, по батькові | Основні відомості                                                                      | Дата обрання | Дата звільнення |
| --------------------------- | -------------------------------------------------------------------------------------- | ------------ | --------------- |
| Чагіна Тетяна Василівна     | Селищний голова, 1953 року народження, член Народної партії                            | 26.03.2006   | 20.02.2009      |
| Ворчило Таїсія Михайлівна   | Селищний голова, 1967 року народження, освіта середня спеціальна, член Народної партії | 21.06.2009   | 31.10.2010      |
| Ворчило Таїсія Михайлівна   | Селищний голова, 1967 року народження, освіта середня спеціальна, член Партії регіонів | 31.10.2010   | 01.01.2014      |
| Сухоруков Олег Миколайович  | Селищний голова, 1975 року народження, освіта вища, безпартійний                       | 25.05.2014   |                 |

Примітка: таблиця складена за даними сайту Верховної Ради України

### Депутати
За результатами місцевих виборів 2010 року депутатами ради стали:

#### За суб'єктами висування
| Суб'єкт висування | Кількість обраних депутатів | %   |
| ----------------- | --------------------------- | --- |
| Партія регіонів   | 16                          | 100 |

#### За округами
| № округу        | Прізвище, ім'я, по батькові     | Дата визнання обраним | Освіта  | Партійна приналежність | Відомості про обраного депутата                            |
| --------------- | ------------------------------- | --------------------- | ------- | ---------------------- | ---------------------------------------------------------- |
| Партія регіонів |                                 |                       |         |                        |                                                            |
| 1               | Простяков Юрій Анатолійович     | 03.11.2010            | середня | член Партії регіонів   | тимчасово не працює                                        |
| 2               | Рибак Віктор Анатолійович       | 03.11.2010            | середня | член Партії регіонів   | СП «Полісся», будівельник                                  |
| 3               | Осипенко Антоніна Володимирівна | 03.11.2010            | вища    | член Партії регіонів   | Радульський дитсадок, вихователь                           |
| 4               | Полянінова Тамара Григорівна    | 03.11.2010            | вища    | член Партії регіонів   | Радульський фельдшерсько-акушерський пункт, завідувачка    |
| 5               | Куліш Ніна Андріївна            | 03.11.2010            | середня | член Партії регіонів   | Ріпкинське ССТ, продавець                                  |
| 6               | Калугіна Марія Павлівна         | 03.11.2010            | вища    | член Партії регіонів   | приватний підприємець                                      |
| 7               | Шведов Михайло Петрович         | 03.11.2010            | вища    | член Партії регіонів   | тимчасово не працює                                        |
| 8               | Простякова Валентина Михайлівна | 03.11.2010            | вища    | член Партії регіонів   | Радульська бібілотека, завідувачка                         |
| 9               | Сухорукова Ольга Михайлівна     | 03.11.2010            | вища    | член Партії регіонів   | Радульський фельдшерсько-акушерський пункт, медична сестра |
| 10              | Костильов Михайло Іванович      | 03.11.2010            | вища    | член Партії регіонів   | тимчасово не працює                                        |
| 11              | Доманова Людмила Василівна      | 03.11.2010            | середня | член Партії регіонів   | Радульська селищна рада, прибиральниця                     |
| 12              | Греченок Тетяна Григорівна      | 03.11.2010            | вища    | член Партії регіонів   | Радульська селищна рада, секретар                          |
| 13              | Савенко Олена Павлівна          | 03.11.2010            | середня | член Партії регіонів   | Районний територіальний центр, соціальний працівник        |
| 14              | Дудар Тетяна Анатоліївна        | 03.11.2010            | середня | член Партії регіонів   | тимчасово не працює                                        |
| 15              | Скрипко Петро Михайлович        | 03.11.2010            | середня | член Партії регіонів   | Ріпки РЕМ, контролер                                       |
| 16              | Клименок Антоніна Володимирівна | 25.11.2013            | вища    | член Партії регіонів   | Київський політехнічний інститут, старший лаборант         |